# Eddie Dibbs
Eddie Dibbs (Brooklyn, 23 febbraio 1951) è un ex tennista statunitense.

## Biografia
Durante la sua carriera vinse 22 titoli di singolare senza mai vincere un torneo del Grande Slam, giungendovi due volte in semifinale al Roland Garros: la prima volta nel 1975 perdendo contro Guillermo Vilas per 3 set a 1 (1-6, 4-6, 6-1, 1-6), la seconda l'anno successivo soccombendo a Adriano Panatta, poi vincitore della competizione, per 3-6, 2-6, 4-6.
Fra i vari tornei vinti figurano anche tre edizioni dell'ATP German Open: nel 1973 sconfisse in finale Karl Meiler per 6-1, 3-6, 7-6, 6-3, nel 1974 Hans-Joachim Plötz per 6-2, 6-2, 6-3 e nel 1976. Inoltre nel 1978 vinse il Cincinnati Open battendo in finale Raúl Ramírez con 5-7, 6-3, 6-2.